# Oreca 05
L'Oreca 05 è una vettura sport prototipo appartenente alla categoria LMP2 progettata dal costruttore Oreca nel 2015.

## Descrizione
La vettura è stata progettata per competere nella classe LMP2. Rispetto alla Oreca 03 che va a sostituire, incorpora diverse nuove caratteristiche meccaniche e di sicurezza. I pannelli anti-intrusione in Zylon sono integrati nel telaio: ciò impedisce che eventuali componenti organi meccanici del veicolo vengano a contatto con il pilota in caso di incidente. L'auto è la più piccola della classe LMP2; il telaio del 05 è largo 1900 mm, mentre la maggior parte delle altre vetture ha un telaio da 2000 mm. La 05 ha un sistema di servosterzo elettrico e un cambio migliorato. La prima vittoria della vettura è arrivata alla 24 Ore di Le Mans del 2015 grazie al team KCMG di Hong Kong.

## Alpine A460

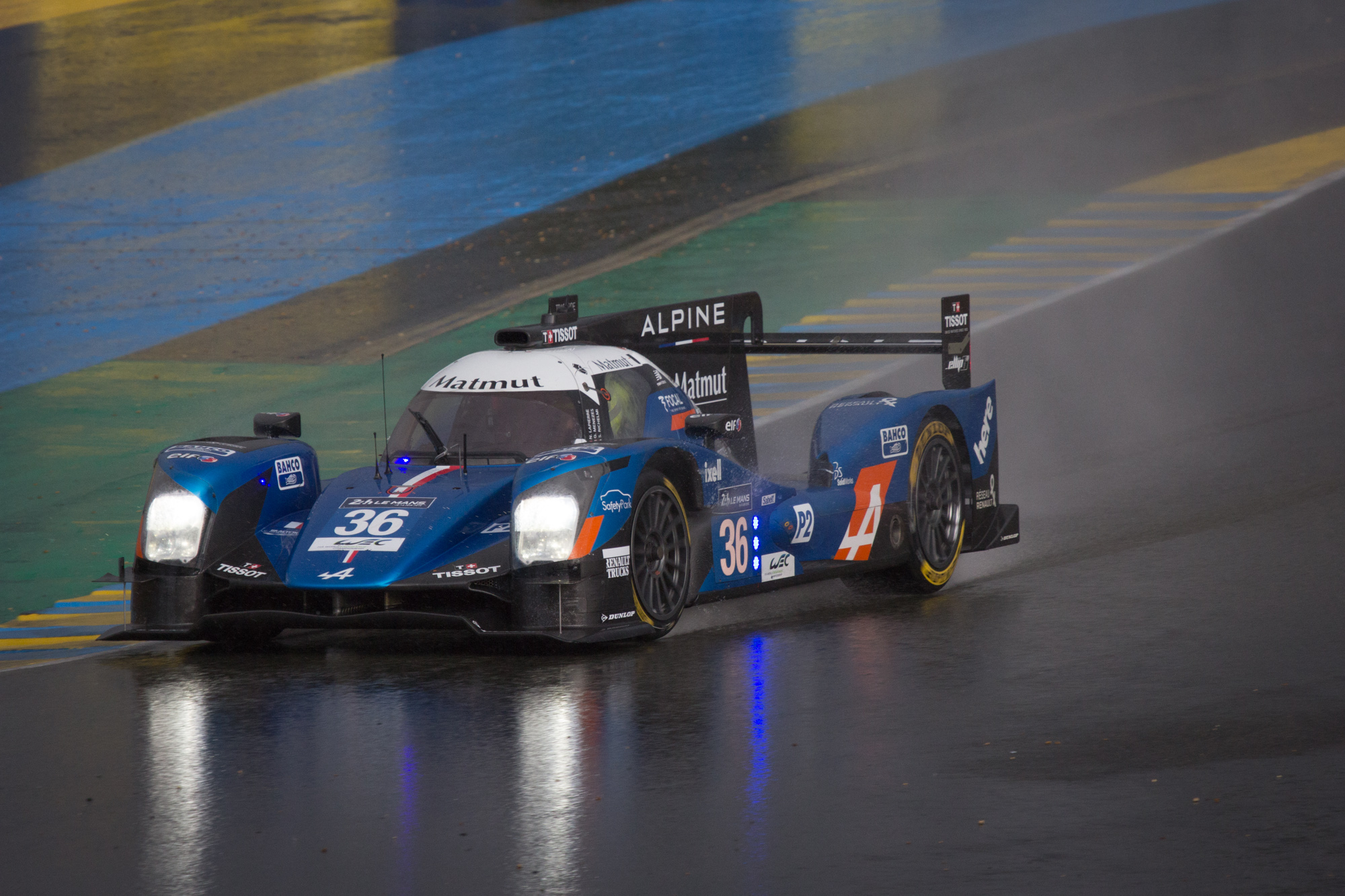
Alpine A460

La Alpine Alpine A460 è una versione tecnicamente identica all'Oreca 05, usata dalla scuderia francese nel campionato Endurance 2016. Questa vettura utilizza lo stesso telaio e gli stessi interni dell'Oreca. L'A460 sostituisce la Alpine A450, che è stata utilizzata nella stagione 2015 del Campionato Endurance.